# ギャップ (企業)
ギャップ（英: Gap Inc.、NYSE:GPS）は、アメリカ合衆国の衣料品の小売店である。ファストファッションブランド「GAP（ギャップ）」を展開する。
自ら衣料品を企画し、自社ブランドとして委託生産して、自らのチェーン専門店で販売する、メーカーと小売が一体化した「製造小売業（SPA）」という業態を取っている。これは、1986年にGAP自身が提唱した概念である。

## 概要
カリフォルニア州サンフランシスコに本社があり、日本、カナダ、ヨーロッパに支社を持つ。また、親会社であるギャップ株式会社は、他にオールド・ネイビーとバナナ・リパブリックという小売ブランドを傘下に持つ。2008年の同社報告書によると、世界中で3100店を持ち、134,000人を雇用している。
1969年に東欧から移民したユダヤ系アメリカ人のドナルド・フィッシャー（Donald Fisher）とドリス・フィッシャー（Doris Fisher）夫婦によって始められたGAPは、ヒッピー運動と関連して注目されるようになってきた子供と大人の間、いわゆるティーン世代をターゲットにした洋服を手がけることで急成長することになる。1990年までリーバイ・ストラウスのジーンズを店頭で扱っていたが、それ以後はプライベートブランドを販売している。GAPの名前の由来は、ドンとドリスが友人たちと“ジェネレーション･ギャップ”について討論していたときに思いついた名前だと言う。
2007年7月からのCEOはグレン・マーフィー（Glenn Murphy）である。かつてのCEOにはポール・プレスラー（Paul Pressler）がいたが、この人は、以前はディズニーのテーマパーク部門の責任者であった。
ドナルド・フィッシャーは役員会議の会長職を辞しており、息子であるロバート・フィッシャー（Robert Fisher）がその後を継いだ。フィッシャー一族は全体の25%の株式を保有しており、依然として大株主である。
オールド・ネイビーは1994年に第一号店を開き、ヒップホップを意識したデザインなど、低価格路線をとっており、1983年に買収したバナナ・リパブリックは、それまでのサファリをイメージした路線を捨て、高級服路線をとっている。
2004年にドイツから撤退し、ヨーロッパでの最大の競争相手であるスウェーデンのH&Mにその店舗を売却している。
企業ロゴは1988年から使用。2010年10月に新ロゴを発表したが、従来とイメージが大きく異なり不評だったため、わずか1週間で新ロゴの採用を撤回している。その過程では消費者からデザイン案を募ったが、これも併せて撤回された。ただし完全に撤回したわけではなく商品ラベルなどに使用されている場合がある。
2018年11月段階の店舗数は、世界全体で1000以上、北米市場だけでも約800の店舗を展開している。
2022年、 中国本土と台湾を含む中華圏事業を中国のEC企業、宝尊電商に売却すると発表した。また、北米（アメリカ、カナダ）ではアマゾンファッションと提携したサービスを開始した。

## 日本での事業

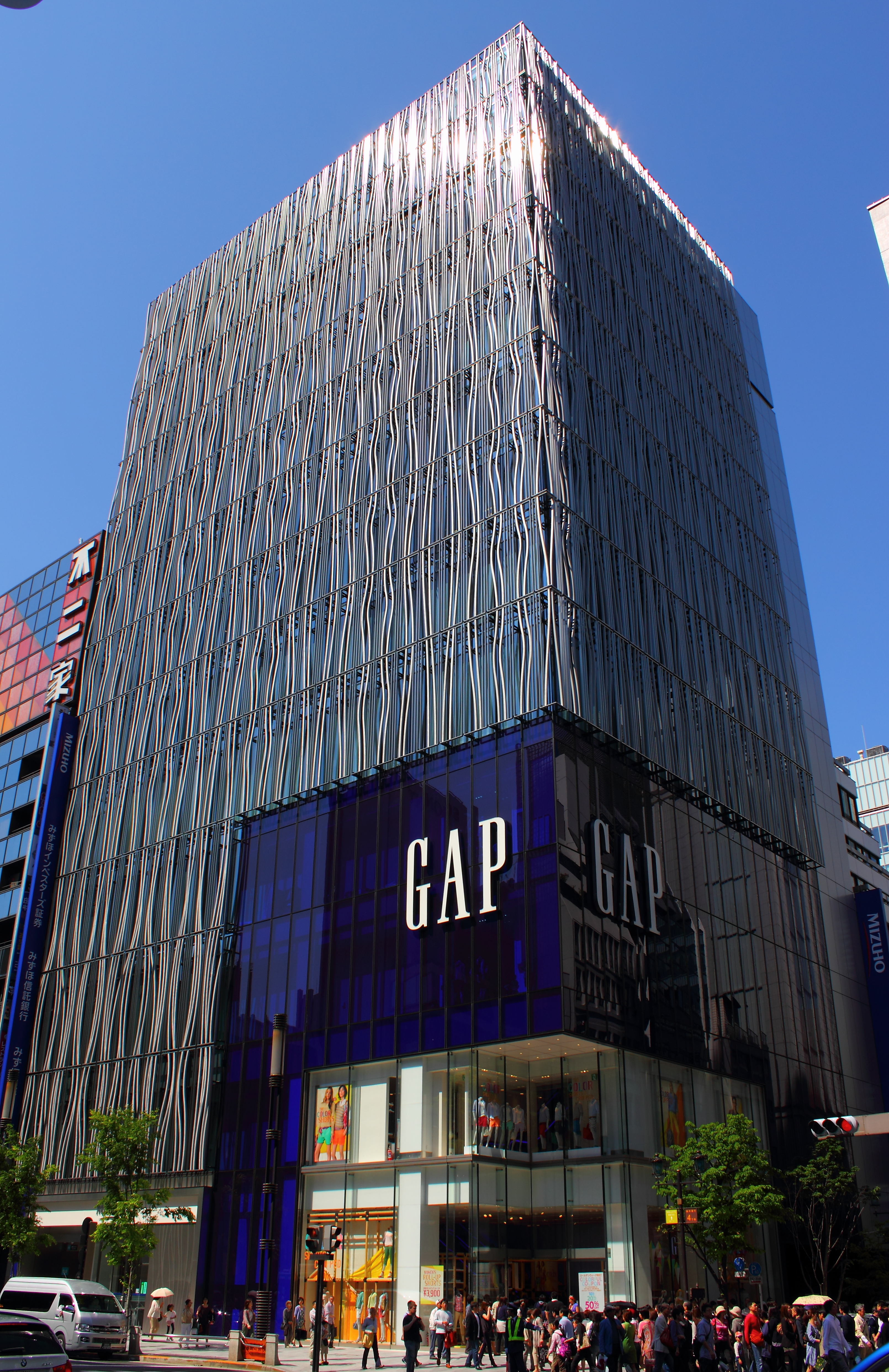
Gapフラッグシップ銀座

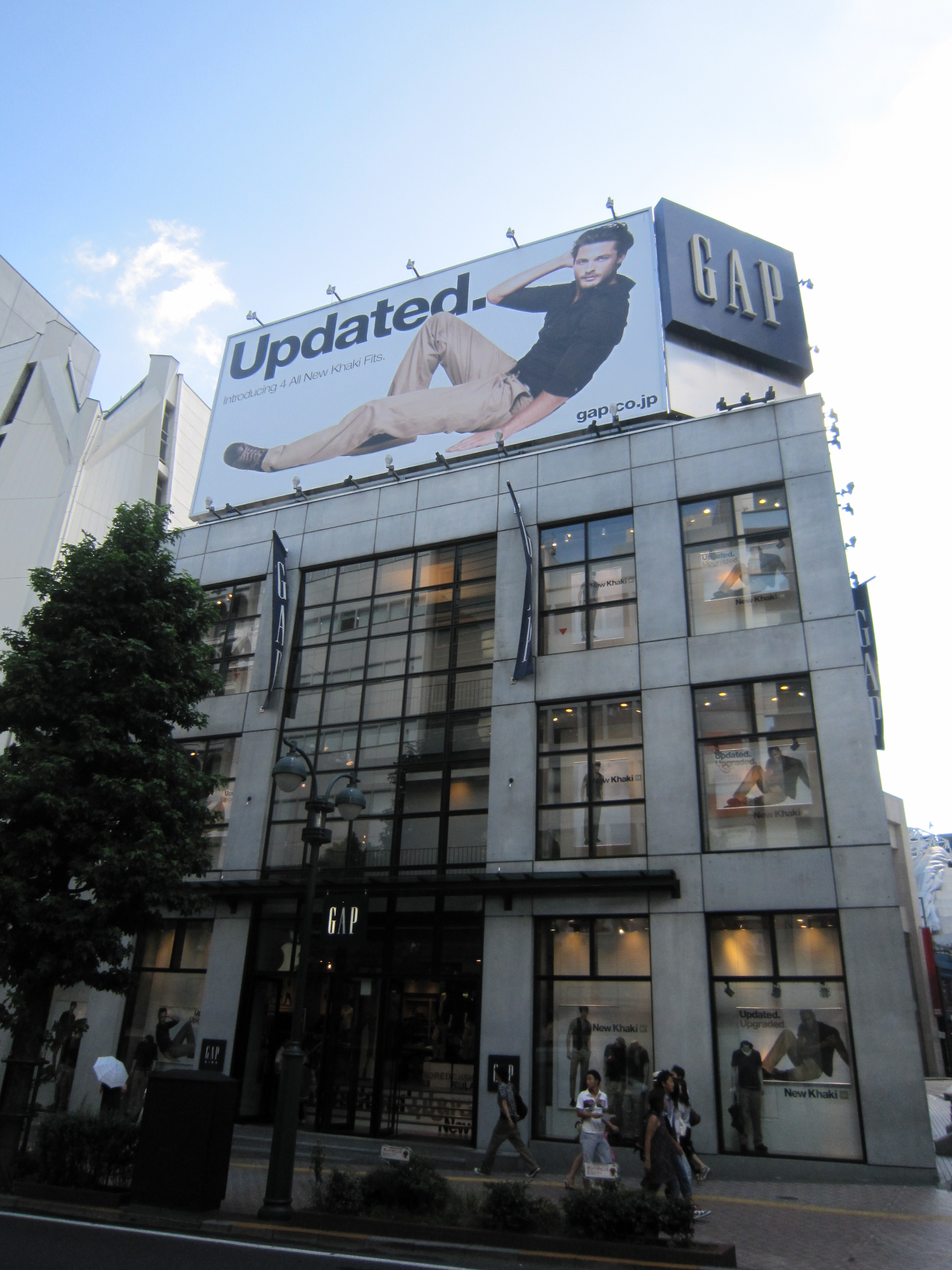
GAP渋谷店

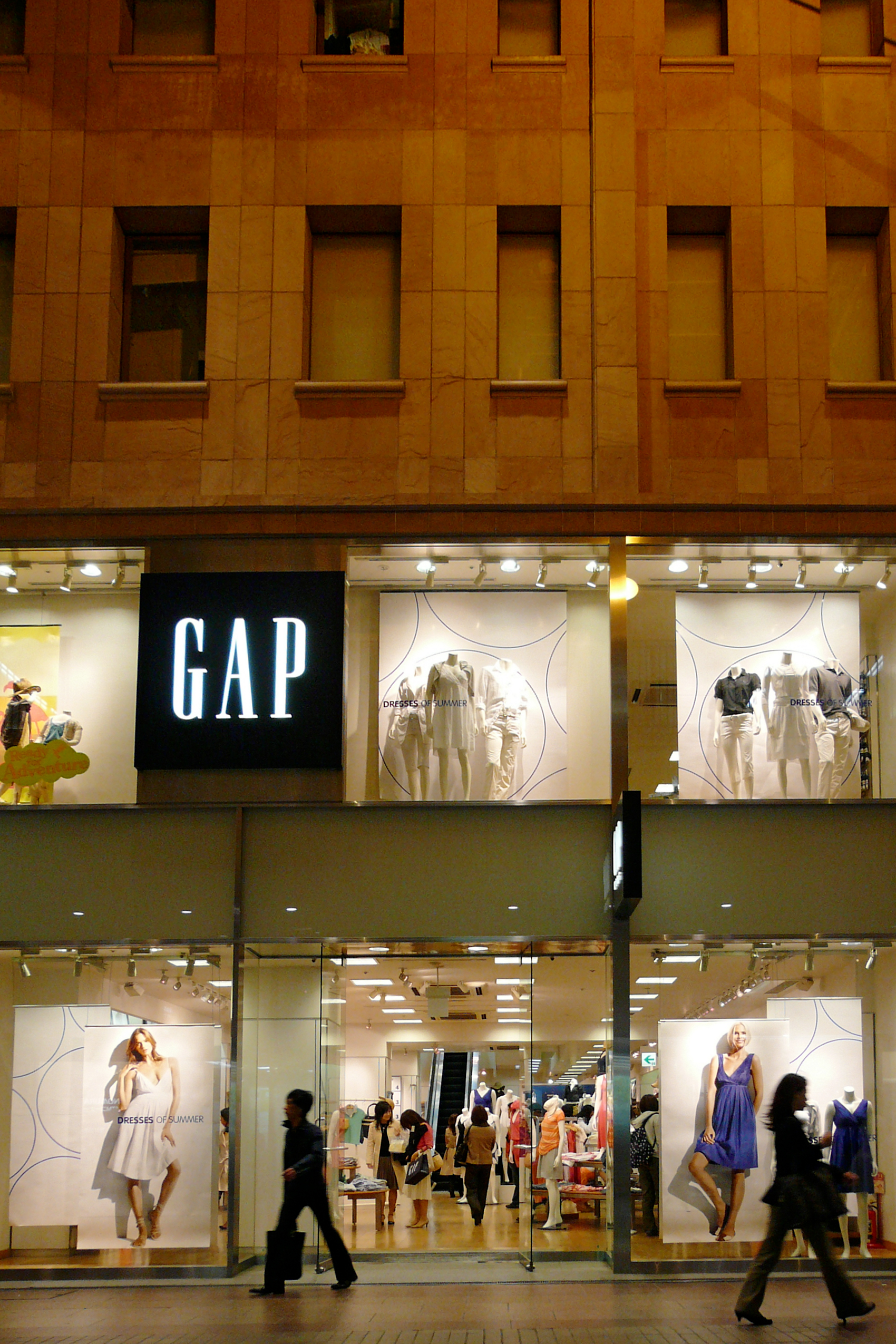
路面店の一例（神戸市）

日本では、1994年（平成6年）12月に日本法人 「ギャップジャパン株式会社」を設立。翌1995年（平成7年）に第一号店を東京の数寄屋橋阪急に開業。さらに、1999年（平成11年）には旗艦店を東京・表参道の商業施設「ティーズ原宿」（渋谷区神宮前）に出店、約10年間に渡って営業していた。
2011年（平成23年）3月には、東京・銀座に新たな旗艦店としてヒューブリック銀座数寄屋橋ビル内に「Gapフラッグシップ銀座」を開業するが、2023年（令和5年）7月31日で閉店した。
国内で128店（2023年4月29日時点）を展開。

### 未出店の地域
- 青森県
- 秋田県：2016年撤退
- 山形県
- 福島県
- 福井県
- 鳥取県
- 島根県
- 徳島県
- 高知県